# Ozodicera guianensis
Ozodicera guianensis är en tvåvingeart som beskrevs av Alexander 1934. Ozodicera guianensis ingår i släktet Ozodicera och familjen storharkrankar.
Artens utbredningsområde är Guyana. Inga underarter finns listade i Catalogue of Life.